# Mont Kosciusko
El mont Kosciusko és un volcà en escut cobert de gel que es troba a la serralada Ames, a la terra de Marie Byrd de l'Antàrtida. El cim s'eleva fins als 2.909 msnm. Fou cartografiat pel Servei Geològic dels Estats Units a partir de reconeixements i fotografies aèries fetes per la Marina dels Estats Units entre 1959 i 1965. Fou batejat per l'Advisory Committee on Antarctic Names en record del capità Henry M. Kosciusko, comandant del grup d'Activitats de Suport a l'Antàrtida entre 1965 i 1967.